# NGC 3433
NGC 3433 (również PGC 32605 lub UGC 5981) – galaktyka spiralna (Sc), znajdująca się w gwiazdozbiorze Lwa. Odkrył ją William Herschel 11 marca 1784 roku.